# Dulce amor (album)
Pour les articles homonymes, voir Dulce amor.
Albums de Selena y Los Dinos
Preciosa
(1988) Selena
(1989)
Singles
1. Dulce amor
Sortie : 12 décembre 1988
2. Qué
Sortie : 7 janvier 1989
3. Always mine
Sortie : 2 février 1989
4. Cariño, cariño mío
Sortie : 1er mars 1989
5. Quisiera darte
Sortie : 6 avril 1989

Dulce Amor est le septième et dernier album indépendant de Selena. L'album devient le dernier à être publié par RP Records. Le frère de Selena, A. B. Quintanilla, en est le principal auteur-compositeur. Selena enregistre quatorze chansons mais n'en sort que dix. Elles enregistrent dans trois studios d'enregistrement différents. L'album permet à Selena de se faire remarquer lors des Tejano Music Awards de 1989. Elle est ensuite signée par EMI Latin. Il ne se vend qu'à plus de 30 000 exemplaires. EMI Records ordonne ensuite qu'il soit retiré des magasins.
La plupart des chansons produites étaient du tex-mex mélangée à de la cumbia et du Jazz fusion. Dulce Amor est nommé pour l'album de l'année tandis que la chanson du même nom a été nommée pour la chanson de l'année. Selena remporte les prix de la chanteuse de l'année et de l'artiste féminine de l'année. Selena avait fait la promotion de l'album pendant sa tournée Dulce Amor qui avait duré moins d'un an. L'album reçoit des critiques mitigées ou négatives de la part des critiques musicaux. L'album a été réédité en 2007 sous le nom de « Classic Series Vol. 5 ».

## Production
Après que le sixième disque de Selena, Preciosa (1988), ne se soit vendu qu'à 25 000 exemplaires, la compagnie avait souhaité que Selena enregistre un autre disque. Les ventes de Preciosa avait fait croire à la compagnie que Selena vendrait plus de copies avec son prochain album. En juillet 1988, Selena est en studio d'enregistrement et commence à enregistrer des chansons. Son frère, A. B. Quintanilla, est son principal auteur-compositeur. Juan Gabriel, un auteur-compositeur mexicain, avait donné à Selena les droits d'enregistrement de Costumbres (en). Ricky Vela, un membre de Selena y Los Dinos, avait écrit la chanson Quisiera darte. La chanson Qué a été écrite par Manny Guerra, le responsable des enregistrements pour RP Records et GP Productions. Les chansons Tú solamente tú et La puerta se cerro ont été écrites par des auteurs inconnus. Sur les notes de pochette, les crédits d'écriture sont donnés à « pendiente » qui signifie « en attente » en espagnol,.
Il avait fallu trois semaines à Selena pour enregistrer quatorze chansons. Cependant, la maison de disques n'en a voulu que dix pour l'album. Les autres sont restées inédites. Elle a enregistré les chansons Dulce amor, Tú solamente tú, La puerta se cerro, Costumbres, et Dime aux studios RP Records à San Antonio, au Texas. Les chansons Always mine, No llores más corazón et Cariño, cariño mio ont été enregistrées à Houston, également au Texas. Quisiera darte et les titres inédits ont été enregistrés à Hollywood, en Californie. La chanson Tú solamente tú a été initialement enregistrée par Selena pour son premier album Mis primeras grabaciones (1984).
Alors que Selena se produisait aux Tejano Music Awards 1989, José Behar (qui était l'ancien directeur de Sony Music Latin) était dans le public ce soir-là,,. Il a tout de suite voulu que Selena signe avec EMI. Behar a appelé son patron en lui disant qu'il pensait avoir trouvé la prochaine Gloria Estefan,. Son patron lui a répondu qu'il était fou, car Behar n'était dans le sud du Texas que depuis une semaine. Selena a signé avec EMI Latin l'année suivante. Dulce amor est son dernier disque indépendant.

## Sortie
Dulce amor sort le 24 décembre 1988. L'album est censé sortir pour l'été 1989. Cependant, Manny Guerra voulait que l'album sorte très rapidement. Il pensait que si l'album était sorti en été, peu de fans de tejano l'auraient acheté. Il dit, parce que les albums de musique populaire sortent à cette période. À la sortie de l'album, il ne se vend qu'à 2 000 exemplaires le premier jour. Preciosa (1988) se vend à 3 600 exemplaires le premier jour. Guerra n'est pas satisfait des ventes de l'album. Cependant, en un mois, l'album s'est vendu à 10 000 exemplaires. Il dépasse tous les records précédents de Selena. En août 1989, 33 206 copies sont vendues. Il est ensuite retiré des rayons en raison de l'imminence du premier album de Selena avec EMI Latin, qui a acheté tous les exemplaires originaux de l'album. Seuls 50 000 exemplaires de l'album ont été commercialisés au Texas.
En 1995, Abraham Quintanilla, le père de Selena, avait acheté les droits des albums de Selena (période 1984-1989) à EMI Latin. Depuis lors, il publie les chansons dans des albums de compilation. Les chansons Always mine, No llores mas corazón et La puerta se cerró sont sélectionnées pour être remixées pour Anthology (1998).
Le 7 septembre 2007, Quintanilla réédite l'album dans le cadre de la collection Classic series. Dulce amor est ensuite rebaptisé Classic Series Vol. 5. Toutes les chansons ont été remasterisées.

## Chansons
Dulce amor, la chanson titre, était le single principal de l'album. La chanson est écrite par A. B. Quintanilla et produite par Timothy Muniz. Elle est nommée pour la chanson de l'année aux Tejano Music Awards de 1989. Les paroles de la chanson parlent d'une fille qui exprime ses émotions à propos d'un homme qu'elle aime vraiment. C'est un mélange de cumbia et de jazz fusion.
Qué est le deuxième single publié. L'auteur de la chanson est inconnu et elle est produite par Manny Guerra. Les paroles de la chanson parlent d'une fille qui a été trompée en croyant qu'un homme l'aimait vraiment. Elle ressent un sentiment de solitude et doute d'elle-même. Le message de la chanson est que l'on ne peut pas toujours faire confiance à quelqu'un jusqu'à ce que l'on apprenne à le connaître pour ce qu'il est vraiment. La chanson in mélange de musique ranchera et mariachi.
Always mine est le troisième single de Dulce amor. La chanson est écrite par A. B. Quintanilla et été produite par Roger Garcia, qui était l'ancien guitariste de Selena y Los Dinos,. Elle est choisie pour être remixée pour Anthology (1998). La version remixée a atteint la quatrième place du classement Hot Dance Club Songs et la 94e place du classement Canadian Hot 100. La chanson décrit une histoire d'amour entre adolescents. Une jeune fille qui subit la pression de ses amis doit décider avec qui elle veut être. Elle se bat contre une faible estime de soi. C'est en mélange de polka, de pop et de RnB contemporain.
Cariño, cariño mio est le quatrième single de l'album. La chanson est écrite par A. B. Quintanilla et produite par Lauren et Carlos Diaz. Les paroles de la chanson parlent d'une fille qui est amoureuse d'un homme. Elle chante sur le fait de donner n'importe quoi pour lui, juste pour être avec lui. Elle se compose d'un mélange de polka et de jazz,.
Quisiera darte était le cinquième et dernier single. Elle a été écrite par Ricky Vela, qui était le claviériste principal de Selena y Los Dinos, et elle a été produite par Manny Guerra. Les paroles de la chanson parlent d'une fille qui demande à son petit ami si leur relation est « l'amour ». Elle lui dit qu'elle ferait n'importe quoi pour lui, et qu'elle pense que leur relation est de l'amour. C'est une mélange de jazz et de cumbia,.

## Promotion
Selena avait fait la promotion de l'album, ainsi que celle du précédent, Preciosa, pendant sa tournée Dulce amor. Cela s'explique par le fait que les deux albums sont sortis la même année. Selena a interprété des chansons de Dulce amor au Johnny Canales Show dans le sud du Texas, elle donne également des concerts à travers le Texas. Elle a gagné 20 000 $ avec le cette ctournée, soit le double de ce qu'elle avait gagné avec son Preciosa Tours.

## Accueil
Norberto Garcia de Texas Monthly déclare que Dulce amor était l'un des disques LP les plus « forts » de Selena car il « mettait en valeur sa voix exotique et élargissait ses talents [...] ». Domingo Rivera de Tejano Nation pense que chaque chanson de l'album sont horrible. Rivera déclare ne pas avoir aimé une seule chanson. Il déclare également que Selena aurait pu mieux faire avec les styles modernes du tex-mex au lieu de mélanger la musique des années 1960 dans ses chansons. Rivera déclare ensuite que l'album est « dépassé », même s'il est sorti en 1988. Sophia Vargas de Tejano Weekly pense que Dulce amor n'est pas le meilleur album de Selena. Vargas pense que RP Records n'a pas mis « son tout » pour Selena.

## Pistes
| Dulce amor | Dulce amor            | Dulce amor        | Dulce amor | Dulce amor | Dulce amor | Dulce amor | Dulce amor | Dulce amor | Dulce amor |
| No         | Titre                 | Auteur            | Durée      |            |            |            |            |            |            |
| ---------- | --------------------- | ----------------- | ---------- | ---------- | ---------- | ---------- | ---------- | ---------- | ---------- |
| 1.         | Dulce amor            | A. B. Quintanilla | 3:19       |            |            |            |            |            |            |
| 2.         | Qué                   |                   | 3:38       |            |            |            |            |            |            |
| 3.         | Tú solamente tú       | Pendiente         | 2:35       |            |            |            |            |            |            |
| 4.         | Always mine           | A. B. Quintanilla | 3:50       |            |            |            |            |            |            |
| 5.         | Costumbres            | Juan Gabriel      | 3:50       |            |            |            |            |            |            |
| 6.         | Dime                  | A. B. Quintanilla | 3:26       |            |            |            |            |            |            |
| 7.         | No llores más corazón | A. B. Quintanilla | 3:17       |            |            |            |            |            |            |
| 8.         | La puerta se cerro    |                   | 2:51       |            |            |            |            |            |            |
| 9.         | Cariño, cariño mio    | A. B. Quintanilla | 3:28       |            |            |            |            |            |            |
| 10.        | Quisiera darte        | Ricky Vela        | 3:02       |            |            |            |            |            |            |
| 32:47      |                       |                   |            |            |            |            |            |            |            |

## Récompenses et nominations
| Année | Cérémonie           | Catégorie                   | Résultat   |
| ----- | ------------------- | --------------------------- | ---------- |
| 1989  | Tejano Music Awards | Chanson de l'année          | Nomination |
| 1989  | Tejano Music Awards | Album de l'année            | Nomination |
| 1989  | Tejano Music Awards | Chanteuse de l'année        | Lauréat    |
| 1989  | Tejano Music Awards | Artiste féminine de l'année | Lauréat    |

## Personnel
Les crédits sont tirés des notes de pochette de l'album.

### Management
- Manny Guerra – producteur
- Timothy Muniz – producteur exécutif
- Manny Guerra – marketing

### Visuel et image
- Yvette Zabala – Direction artistique
- Selena – stylisme
- Barbra Moore – maquillage
- William Carmona – photographie
- Barbra Moore – styliste

### Chant et instruments
- Selena – chant
- Selena, Roger Garcia, A. B. Quintanilla, Lavonne Rodriguez – chœurs
- Suzette Quintanilla – batterie
- Roger Garcia, A.B. Quintanilla III, Henry Gomez – guitare
- Ricky Vela – claviers

### Technique et production
- A. B. Quintanilla, Ricky Vela, Juan Gabriel – auteurs
- Brian « Red » Moore – ingénieur du son
- Abraham Quintanilla – assistant ingénieur
- Lauren Diaz, Carlos Diaz – production exécutive
- Manny Guerra – mixage
- Assistant mixage – A. B. Quintanilla – assistant mixage